# La fiesta de los toros en la Plaza de San Marcos (Giovanni Battista Cimaroli)
La fiesta de los toros en la Plaza de San Marcos es una pintura al óleo realizada por el artista lombardés Giovanni Battista Cimaroli en 1740.

## Descripción de la obra
Este óleo es una copia exacta que Cimaroli ejecutó con su maestro, Canaletto, ahora resguardado en la colección Teruzzi de Bordighera en Liguria, Italia y que retrata una caccia dei tori, es decir, una caza de toros.
Ambas telas retratan esta fiesta tradicional renacentista que se mantuvo vigente hasta el Neoclasicismo y que tenía como objetivo contener el clamor popular. 
Con reglas específicas y patrocinios nobles para luego ser soltados en la plaza, los animales eran traídos en barcazas con el riesgo de caer al agua.
La escena que muestra este lienzo permite ver las graderías provisionales frente a la Basílica, las Procuradurías y el campanario.